# Birgit Kamm
Birgit Kamm (geborene Birgit Kapahnke; * 10. Juli 1962 in Eisenhüttenstadt, Bezirk Frankfurt (Oder), heute Land Brandenburg) ist eine deutsche Chemikerin und Honorarprofessorin  für Chemie und Technologie biogener Rohstoffe der Hochschule für Technik und Wirtschaft Dresden sowie für Bio-Raffinerietechnik an der Brandenburgischen Technischen Universität Cottbus.

## Leben und Wirken
Nach dem Besuch der POS (Grundschule) in Eisenhüttenstadt war Kamm von 1977 bis 1979 Schülerin der EOS (Gymnasium) Eisenhüttenstadt. 1979 bis 1981 besuchte sie die Spezialklasse Chemie an der Technischen Hochschule Merseburg  (TH Merseburg) und studierte dort von 1981 bis 1986 Chemie, unterbrochen von einem Forschungspraktikum bei den Leuna-Werken. 1985/86 fertigte Kamm ihre Diplomarbeit (Thema: „α-Hydroxylierung von Ketonen mittels stabiler Stickstoffradikal-Kationen“) an der TH Merseburg (heute: Martin-Luther-Universität Halle-Wittenberg) im Arbeitskreis von Manfred Schulz an. 
1990 wurde Kamm als akademische Schülerin von Egon Fanghänel an der TH Merseburg promoviert – Thema der Dissertation: „Synthese und Eigenschaften langwellig absorbierender Akzeptor- substituierter Diazoniumsalze“. Kamm war dann am Institut für Polymerchemie Teltow-Seehof, im Ministerium für Wissenschaft, Forschung und Kultur des Landes Brandenburg und an der Universität Potsdam tätig, wobei sie sich vornehmlich mit bioorganischen Synthesen, nachwachsenden Rohstoffen, biologisch abbaubaren Polymeren beschäftigte. 
In diese Zeit fallen auch Auslandsaufenthalte am Sydjysk Universitetscenter (heute Syddansk Universitet) in Esbjerg (Dänemark) und der University of Nebraska (USA). Kamm leitet seit 1997 die Arbeitsgruppe Grüne Bioraffinerie und habilitierte sich – gefördert durch die Deutschen Bundesstiftung Umwelt – an der Universität Potsdam. Thema der Habilitationsschrift: „Neue Ansätze in der Organischen Synthesechemie – Verknüpfung von biologischer und chemischer Stoffwandlung am Beispiel der Bioraffinerie-Grundprodukte Milchsäure und Carnitin.“
Seit 1998 ist Kamm als Vorstandsmitglied des Forschungsinstituts Bioaktive Polymersysteme e.V. (BIOPOS) in Teltow-Seehof tätig, nach der Angliederung (2001) der Forschungsgruppe BioOrganische Synthesechemie ist sie deren wissenschaftliche Leiterin. Seit 2012 ist sie gewähltes Mitglied der Gelehrtengesellschaft Leibniz-Sozietät der Wissenschaften zu Berlin.

## Forschung
Bio-Raffinerietechnik, besonders nachhaltig ökologischer Bioraffinerie-Konzepte und -Systeme, Bioraffinerie-Prozesse und -Produkte. Bioraffinerien vereinen die notwendigen Technologien zwischen den biologischen Rohstoffen und den industriellen Zwischen- und Endprodukten. Dabei geht es u. a. um die Fraktionierung von Biomassen und die Erzeugung von Halbfabrikaten und Endprodukten.

### Veröffentlichungen und Patente
Birgit Kamm hat über 70 wissenschaftliche Arbeiten in Fachzeitschriften veröffentlicht. Weiterhin wirkte sie als Herausgeberin von drei Büchern und ist Mitherausgeberin von zwei wissenschaftlichen Zeitschriften. Sie ist Autorin im Römpp Chemie-Lexikon und veröffentlichte im Internet zahlreiche Fachbeiträge zu biobasierten Produkten und Bioraffinerien. Daneben ist sie Erfinderin oder Miterfinderin von 18 Patenten.